# جاي فينتر
جاي فينتر (بالإنجليزية: Jay Winter)‏ هو مؤرخ أمريكي، ولد في 28 مايو 1945.